# Parti travailliste uni (Saint-Vincent-et-les-Grenadines)
Pour les articles homonymes, voir Parti travailliste.
Le Parti travailliste uni (Unity Labour Party, ULP) est un parti politique de Saint-Vincent-et-les-Grenadines. Issu en 1994 d'une fusion entre le Parti travailliste de Saint-Vincent (en) (PTSV) et le Mouvement pour l'unité nationale (en) (MUN), il est membre consultatif de l'Internationale socialiste et membre observateur de la COPPPAL.

## Résultats
| Élection | Voix   | %     | Rang | Sièges  |
| -------- | ------ | ----- | ---- | ------- |
| 1998     | 28 025 | 54,60 | 1er  | 7 / 15  |
| 2001     | 32 925 | 56,49 | 1er  | 12 / 15 |
| 2005     | 32 006 | 55,40 | 1er  | 12 / 15 |
| 2010     | 32 099 | 51,11 | 1er  | 8 / 15  |
| 2015     | 34 246 | 52,28 | 1er  | 8 / 15  |
| 2020     | 32 353 | 49,58 | 2e   | 9 / 15  |